# Olimpijska reprezentacja uchodźców na Letnich Igrzyskach Olimpijskich 2024
Reprezentacja uchodźców na XXXIII Letnich Igrzyskach Olimpijskich w Paryżu składała się z 37 zawodników pochodzących z 11 krajów, rywalizujących w 12 dyscyplinach. Był to trzeci start reprezentacji uchodźców na letnich igrzyskach olimpijskich.
Chorążymi reprezentacji zostali wybrani Yahya Al Ghotany (taekwondo) oraz Cindy Ngamba (boks), która w Paryżu wywalczyła pierwszy w historii medal olimpijski dla reprezentacji uchodźców (brąz w kat. do 75 kg kobiet).

## Skład
Oficjalny skład reprezentacji uchodźców (36 zawodników) został ogłoszony przez MKOl 2 maja 2024 roku, natomiast 13 czerwca tego roku ogłoszono, że dołączy do niej Dominic Lokinyomo Lobalu.
| Zawodnik                        | Kraj pochodzenia | Kraj zamieszkania | Dyscyplina           | Konkurencja                                         |
| ------------------------------- | ---------------- | ----------------- | -------------------- | --------------------------------------------------- |
| Dorian Keletela                 | Kongo            | Francja           | Lekkoatletyka        | Bieg na 100 m                                       |
| Musa Suliman                    | Sudan            | Szwajcaria        | Lekkoatletyka        | Bieg na 800 m                                       |
| Dominic Lokinyomo Lobalu        | Sudan Południowy | Szwajcaria        | Lekkoatletyka        | Bieg na 5000 m                                      |
| Jamal Abdelmaji Eisa Mohammed   | Sudan            | Izrael            | Lekkoatletyka        | Bieg na 10000 m                                     |
| Tachlowini Gabriyesos           | Erytrea          | Izrael            | Lekkoatletyka        | Maraton                                             |
| Mohammad Amin Alsalami          | Syria            | Niemcy            | Lekkoatletyka        | Skok w dal                                          |
| Perina Lokure Nakang            | Sudan Południowy | Kenia             | Lekkoatletyka        | Bieg na 800 m                                       |
| Farida Abaroge                  | Etiopia          | Francja           | Lekkoatletyka        | Bieg na 1500 m                                      |
| Dorsa Yavarivafa                | Iran             | Wielka Brytania   | Badminton            | Singiel kobiet                                      |
| Omid Ahmadisafa                 | Iran             | Niemcy            | Boks                 | Kat. do 51 kg mężczyzn                              |
| Cindy Ngamba                    | Kamerun          | Wielka Brytania   | Boks                 | Kat. do 75 kg kobiet                                |
| Manizha Talash                  | Afganistan       | Hiszpania         | Breakdancing         | B-Girls                                             |
| Amir Rezanejad                  | Iran             | Niemcy            | Kajakarstwo          | Slalom C-1 mężczyzn                                 |
| Fernando Jorge                  | Kuba             | Stany Zjednoczone | Kajakarstwo          | C-1 1000 m mężczyzn                                 |
| Saeid Fazloula                  | Iran             | Niemcy            | Kajakarstwo          | K-1 1000 m mężczyzn                                 |
| Saman Soltani                   | Iran             | Austria           | Kajakarstwo          | K-1 500 m kobiet                                    |
| Amir Ansari                     | Afganistan       | Szwecja           | Kolarstwo            | Jazda indywidualna na czas mężczyzn                 |
| Eyeru Tesfoam Gebru             | Etiopia          | Francja           | Kolarstwo            | Wyścig ze startu wspólnego kobiet                   |
| Mohammad Rashnonezhad           | Iran             | Holandia          | Judo                 | Zawody drużynowe - mikst (kat. do 73 kg mężczyzn)   |
| Sibghatullah Arab               | Afganistan       | Niemcy            | Judo                 | Zawody drużynowe - mikst (kat. do 90 kg mężczyzn)   |
| Adnan Khankan                   | Syria            | Niemcy            | Judo                 | Zawody drużynowe - mikst (kat. pow. 90 kg mężczyzn) |
| Muna Dahouk                     | Syria            | Holandia          | Judo                 | Zawody drużynowe - mikst (kat. do 57 kg kobiet)     |
| Nigara Shaheen                  | Afganistan       | Kanada            | Judo                 | Zawody drużynowe - mikst (kat. do 70 kg kobiet)     |
| Mahboubeh Barbari Zharfi        | Iran             | Niemcy            | Judo                 | Zawody drużynowe - mikst (kat. pow. 70 kg kobiet)   |
| Francisco Edilio Centeno Nieves | Wenezuela        | Meksyk            | Strzelectwo          | Pistolet pneumatyczny, 10 m (mężczyźni)             |
| Luna Solomon                    | Erytrea          | Szwajcaria        | Strzelectwo          | Karabin pneumatyczny, 10 m (kobiety)                |
| Alaa Maso                       | Syria            | Niemcy            | Pływanie             | 50 m stylem dowolnym mężczyzn                       |
| Matin Balsini                   | Iran             | Wielka Brytania   | Pływanie             | 200 m stylem motylkowym mężczyzn                    |
| Hadi Tiranvalipour              | Iran             | Włochy            | Taekwondo            | Kat. do 58 kg mężczyzn                              |
| Yahya Al-Ghotany                | Syria            | Jordania          | Taekwondo            | Kat. do 68 kg mężczyzn                              |
| Farzad Mansouri                 | Afganistan       | Wielka Brytania   | Taekwondo            | Kat. do 80 kg mężczyzn                              |
| Kasra Mehdipournejad            | Iran             | Niemcy            | Taekwondo            | Kat. pow. 80 kg mężczyzn                            |
| Dina Pouryounes                 | Iran             | Holandia          | Taekwondo            | Kat. do 49 kg kobiet                                |
| Ramiro Mora Romero              | Kuba             | Wielka Brytania   | Podnoszenie ciężarów | Waga do 102 kg mężczyzn                             |
| Yekta Jamali                    | Iran             | Niemcy            | Podnoszenie ciężarów | Waga do 81 kg kobiet                                |
| Iman Mahdavi                    | Iran             | Włochy            | Zapasy               | Kat. do 74 kg mężczyzn w stylu wolnym               |
| Jamal Valizadeh                 | Iran             | Francja           | Zapasy               | Kat. do 60 kg mężczyzn w stylu klasycznym           |